# 1586 en science
| Années de la science : 1583 - 1584 - 1585 - 1586 - 1587 - 1588 - 1589    |
| Décennies de la science : 1550 - 1560 - 1570 - 1580 - 1590 - 1600 - 1610 |

Cet article présente les faits marquants de l'année 1586 en science.

## Événements
- 7 mai : début de la deuxième expédition de l'explorateur anglais John Davis à la recherche du passage du Nord-Ouest[1].
- Galilée entreprend de reconstituer la balance hydrostatique d'Archimède ou Bilancetta[2].

## Publications

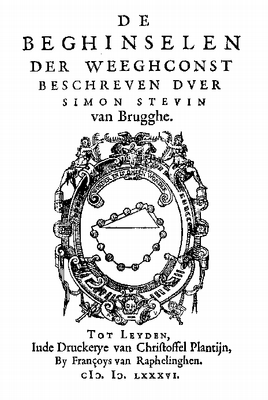
Frontispice de « l'Art de peser ».

- Francesco Barozzi : Admirandum illud geometricum problema tredecim modis demonstratum quod docet duas lineas in eodem plano designare, quae nunquam invicem coincidant, etiam si in infinitum protrahantur: et quanto longius producuntur, tanto sibiinuicem propiores euadant, 1586. Ce traité de géométrie présente treize façons de mener une droite parallèle à une droite donnée ;
- Timothy Bright : Treatise of Melancholie[3] ;
- Ludolph van Ceulen : Proefsteen Ende Claerder wederleggingh dat het claarder bewij… À propos de la quadrature du cercle. Publié à Amsterdam, 1586 ;
- Jacques Guillemeau : Anatomie universelle du corps humain en tables méthodiques[4].
- Blaise de Vigenère : Traicté des chiffres ou secretes manières d'escrire, Paris, 1586.
- Jacques Daléchamps : Historia generalis plantarum. Lyon, chez Guil. Roville, 1586. L'ouvrage décrit 2731 plantes, un nombre record pour l'époque, accompagnées d'une description et d'illustrations parfois recopiées de L'Obel.
- Simon Stevin : 
  - De Beghinselen der Weeghconst (la Statique ou l'Art de peser), 1586. Il y expose le théorème du triangle des forces.
  - De Beghinselen des Waterwichts (Principes sur le poids de l’eau), 1586.

## Naissances
- 22 février : Gilles Macé (mort en 1637), mathématicien et astronome français.
- 26 février : Niccolo Cabeo (mort en 1650), philosophe, théologien, ingénieur, physicien et mathématicien italien.
- 6 décembre : Niccolò Zucchi (mort en 1670), astronome, physicien et  jésuite italien.
- Vers 1586 : Guy de La Brosse (mort en 1641), botaniste et médecin français.

## Décès
- 9 janvier : Paul Wittich (né en 1546), mathématicien et astronome allemand.
- 22 janvier : Louis Duret (né en 1527), médecin français.
- 29 mai : Adam Lonitzer (né en 1528), botaniste, naturaliste et médecin allemand.
- 19 octobre : Ignazio Danti (né en 1536), moine dominicain, mathématicien, astronome et cosmographe italien.